# Lemland
Lemland (antiguamente "Lemlanti" en documentos fineses.) es una localidad de Finlandia monolingüe en sueco dentro del territorio autónomo de las Islas Åland.
El municipio tiene 1.773 habitantes (2007), y cubre un área de 112,31 km ², de los cuales 0,74 km ² están cubiertos por agua dulce. La densidad de población es 15,9 habitantes por km ².

## Historia
La iglesia de Lemland fue construida en el siglo XIII, y tiene pinturas murales datadas en el siglo XIV. Está dedicada a Brígida de Suecia.
Durante la Guerra finesa de 1808 el rey sueco Gustavo IV Adolfo mantuvo su sede en la casa parroquial Lemland.